# مایکوباکتریوم بوویس
مایکوباکتریوم بوویس (نام علمی: Mycobacterium bovis) نام یک گونه از سرده مایکوباکتریوم است.